# 新河街一条街
新河街一条街是江苏省镇江市京口区境内，一条晚清和民国建筑聚集的街道。
新河街位于京口闸东沿河，南至上河边，北至大埂街，长331米。西及南皆临古运河，北依长江（现为内陆湖泊），现东为电力路。是清末镇江开埠后形成的商贸街道。曾是长江下游最大的米市和油市所在。
新河街街巷及临街建筑多为晚清和民国初年所建。有公所、公馆、会堂、名人故居等，均系砖木结构，雕花门楼及石额。部分街巷被现代建筑占用，造成缺失。
1981年7月，镇江市人民政府公布新河街一条街为镇江市文物保护单位。2006年，新河街一条街做为京杭大运河的镇江市境内子项之一，列入第六批全国重点文物保护单位。
2022年的报道指，新河街一带已经拆迁，将修复原有建筑。2024年相关宣传文章中，指“近年这组建筑出现损坏。京口区检察院得知后，组建专班全面开展调查核实”。